# Villa Las Pirquitas
Villa Las Pirquitas (también conocida como Las Pirquitas) es una localidad del Departamento Fray Mamerto Esquiú, provincia de Catamarca (Argentina).
Se trata de una localidad turística ubicada sobre el río del Valle. Tuvo sus comienzos en la década de 1960, con la construcción del Dique Las Pirquitas.

## Geografía

### Población
Cuenta con 740 habitantes (Indec, 2010), lo que representa un descenso del 2,8% frente a los 758 habitantes (Indec, 2001) del censo anterior.
| Gráfica de evolución demográfica de Villa Las Pirquitas entre 1991 y 2010 |
|                                                                           |
| Fuente: Censos nacionales del INDEC                                       |

### Sismicidad
La sismicidad de la región de Catamarca es frecuente y de intensidad baja, y un silencio sísmico de terremotos medios a graves cada 30 años en áreas aleatorias. Sus últimas expresiones se produjeron:
- 21 de octubre de 1966 (58 años), a las 12.39 UTC-3 con 5,0 Richter; como en toda localidad sísmica, aún con un silencio sísmico corto, se olvida la historia de otros movimientos sísmicos regionales
- 3 de noviembre de 1973 (51 años), a las 14.17 UTC-3 con 5,8 Richter: además de la gravedad física del fenómeno se unió el olvido de la población a estos eventos recurrentes
- 7 de septiembre de 2004 (20 años), a las 8.53 UTC-3, con una magnitud aproximadamente de 6,5 en la escala de Richter (terremoto de Catamarca de 2004)[1]